# Idactus baldasseronii
Idactus baldasseronii är en skalbaggsart som beskrevs av Stefan von Breuning 1958. Idactus baldasseronii ingår i släktet Idactus och familjen långhorningar. Inga underarter finns listade i Catalogue of Life.